# Berdeniella nivalis
Berdeniella nivalis är en tvåvingeart som beskrevs av Vaillant 1976. Berdeniella nivalis ingår i släktet Berdeniella och familjen fjärilsmyggor. Inga underarter finns listade i Catalogue of Life.